# ムハンマド・ベルタギー
ムハンマド・ムハンマド・イブラーヒーム・エル＝ベルターギー（アラビア語: محمد محمد إبراهيم البلتاجي、Mohamed Mohamed Ibrahim El-Beltagy、1963年 -）は、エジプトの政治家、医師。ムスリム同胞団系の自由公正党幹事長。エジプト人権国民評議会委員。

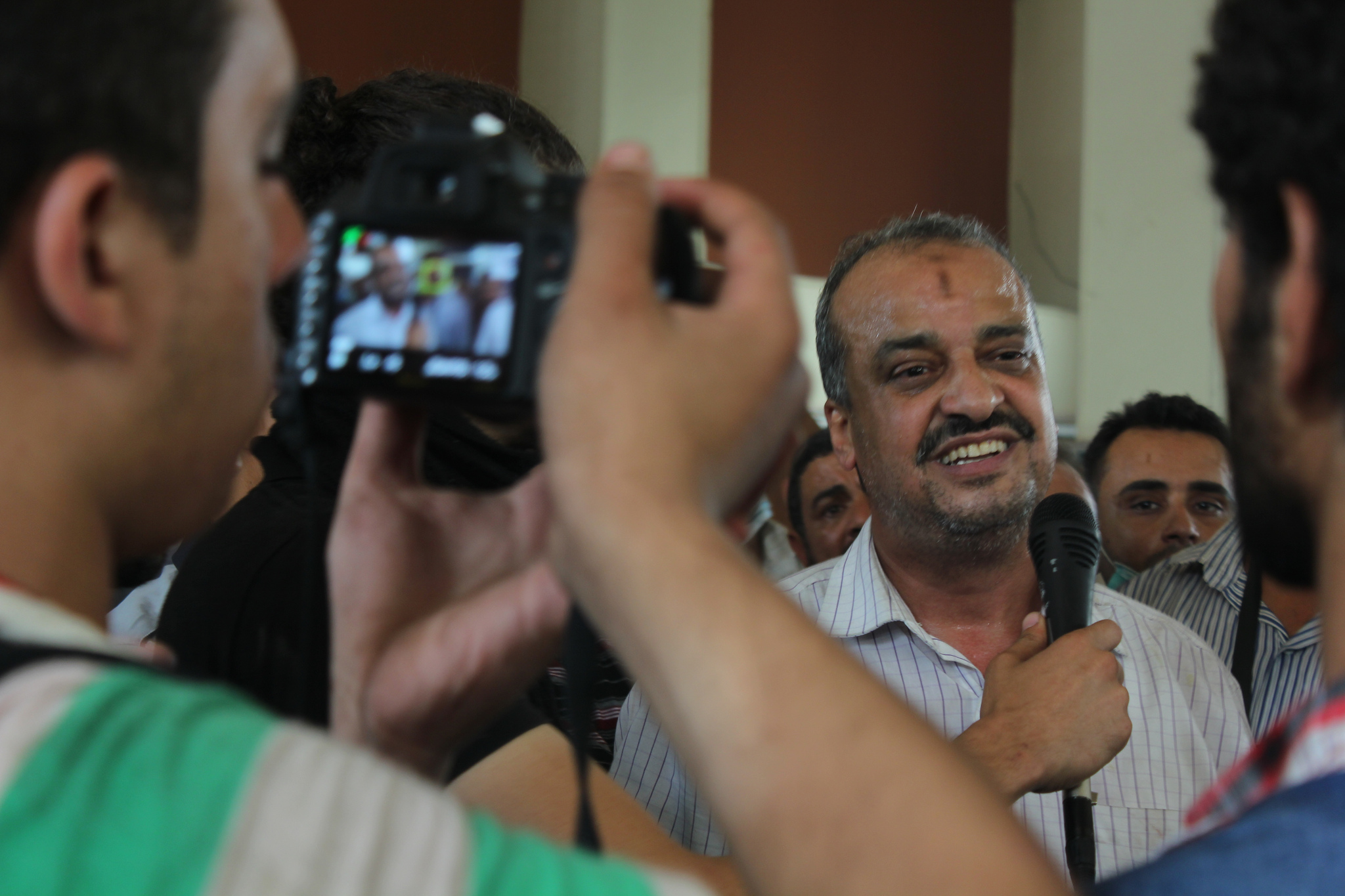
ムハンマド・ベルタギー

アズハル大学医学部（アレキサンドリア校）卒。医学博士。アズハル大学医学部耳鼻咽喉科教授。
2005年の人民議会議員選挙で当選（-2010年）、2011年から2012年にかけて行われた人民議会議員選挙で当選。
2011年のエジプト革命においては、当初同胞団指導部が公式に支持を表明しなかったなか、最初期から参加し活躍を見せた。